# Gutta Percha Company

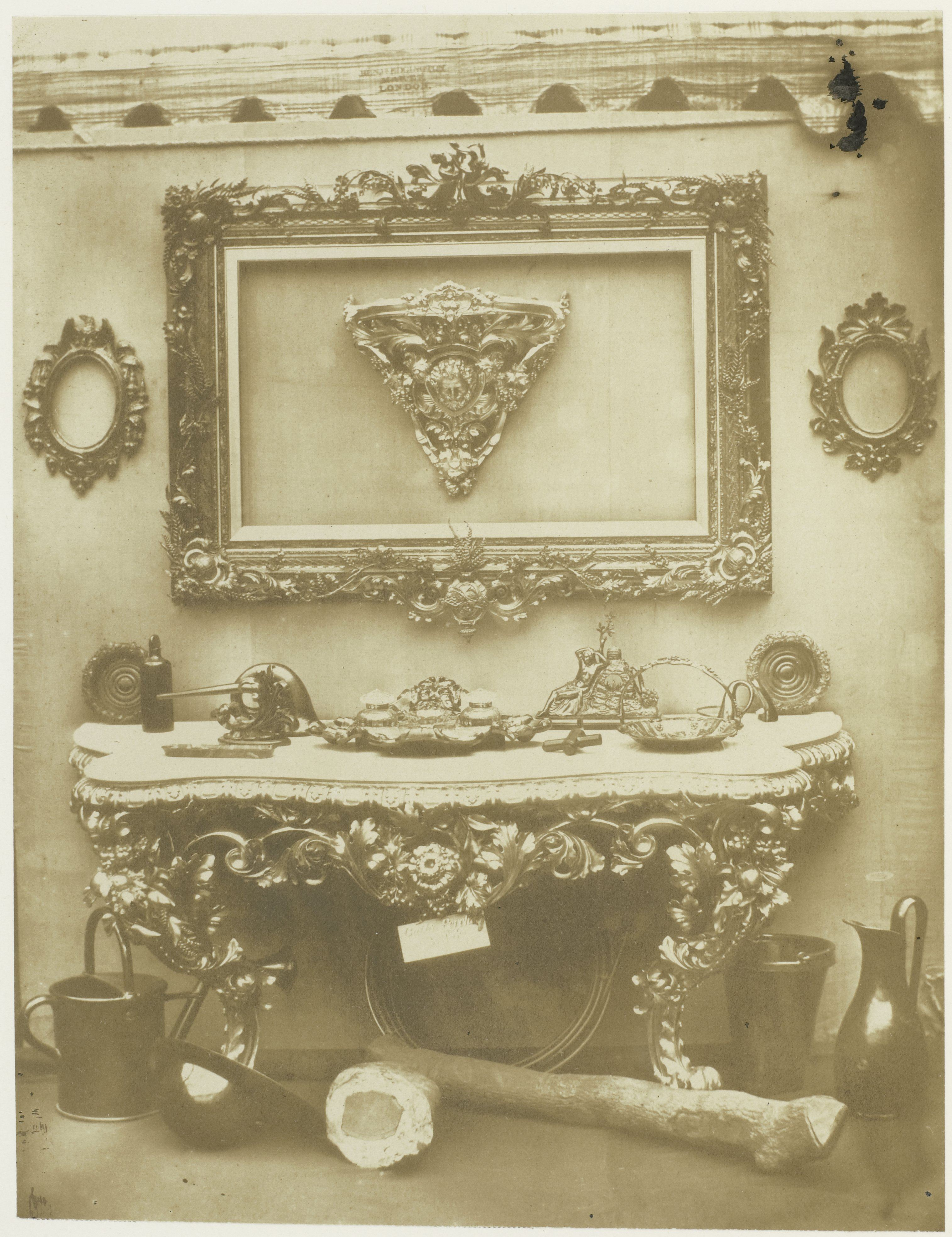
Von der Gutta Percha Company hergestellte Gebrauchsgegenstände aus Guttapercha (1851)

Die Gutta Percha Company (deutsch „Guttapercha-Unternehmen“) war in der Mitte des 19. Jahrhunderts ein britisches Kabelunternehmen mit Sitz in London.
Es stellte verschiedene Haushaltsgegenstände aus Guttapercha her, wie Küchenwerkzeuge, Ziergegenstände und Bilderrahmen. Hauptsächliches Geschäftsfeld wurden Seekabel für die elektrische Telegrafie, die mithilfe dieses damals neu als Isolierstoff erkannten Naturstoffs gefertigt werden konnten, darunter das Anfang der 1850er-Jahre quer durch den Ärmelkanal verlegte Kabel für die Telegrafenlinie Dover–Calais.

## Hintergrund
Im Jahr 1845 gab es in Europa bereits erste Telegrafenlinien an Land. Und seit Anfang der 1840er-Jahre gab es Vorschläge, beispielsweise von den englischen Erfindern William Cooke (1806–1879) und Charles Wheatstone (1802–1875), solche auch unter Wasser zu verlegen. Im Gegensatz zu Landleitungen, die aus blanken Metalldrähten bestehen konnten, mussten Seekabel aufgrund der elektrischen Leitfähigkeit des umgebenden Meerwassers zwingend gut isoliert werden. Damals gab es jedoch keinerlei moderne Kunststoffe, die man dazu hätte verwenden können.
Gummi erwies sich als ungeeignet, da es sich in Salzwasser auflöste. Glücklicherweise hatte erst 1842, also nur wenige Jahre zuvor, der schottische Chirurg William Montgomerie (1797–1856) einen neuen Stoff propagiert. Er hatte diesen bei seiner Arbeit in der damaligen britischen Kolonie Malaysia kennengelernt. Dabei handelt es sich um Guttapercha, das vergleichbar zu Gummi dort aus dem eingetrockneten, koagulierten Milchsaft von Sapotengewächsen hergestellt wurde. An seinem Ursprungsort war dieser Stoff bereits seit langem bekannt und wurde vielfältig genutzt, beispielsweise als Griffstück für Messer. Montgomerie sah die Möglichkeit, dieses Material auch für Griffe von chirurgischen Instrumenten zu verwenden und brachte diese für Europa neue Erkenntnis sowie Materialproben mit in seine Heimat. Kurz darauf entdeckte Michael Faraday (1791–1867), dass Guttapercha ein hervorragender Isolator ist und dabei hinreichend plastisch verformbar ist, so dass es nach Ansicht von Wheatstone, die er 1845 äußerte, als ideales Isoliermaterial für Seekabel in Frage kam. Im selben Jahr entwickelte S. W. Silver & Co. eine Maschine, die Drähte damit ummanteln konnte.

## Geschichte

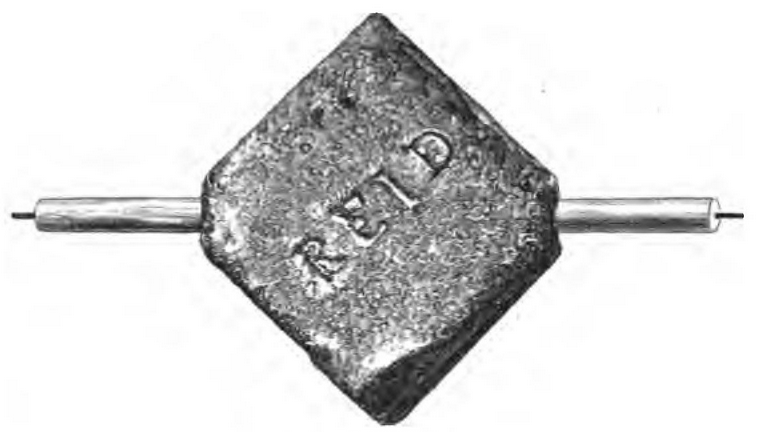
Das Kabel von 1850 bestand aus einem mit Guttapercha umhüllten Kupferdraht, hatte noch keine Armierung, und war in regelmäßigen Abständen mit Blei beschwert, damit es sicher absank und liegen blieb (1891)

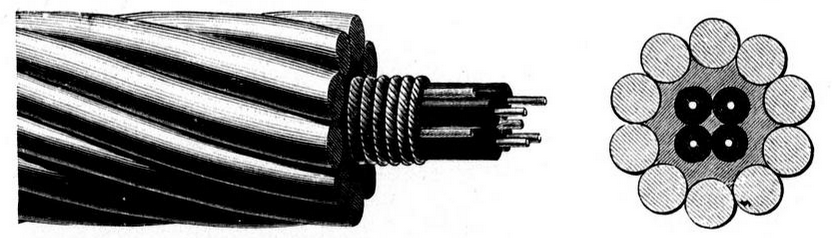
Aufbau des Kabels von 1851 mit Armierung aus geflochtenen Eisendrähten

Auf diesen Erkenntnissen fußend, gründete ebenfalls noch im Jahr 1845 Henry Bewley (1804–1876), ein irischer Unternehmer und Mitinhaber des Chemiebetriebs Bewley & Draper in Dublin, zusammen mit dem englischen Finanzier Samuel Gurney (1786–1856) im Londoner Stadtteil Stratford die Gutta Percha Company. Diese entwickelte ein Verfahren und die entsprechenden Maschinen zum Aufbringen von Guttapercha auf Drähte als Isolierung. Daraus entstand das neue Hauptgeschäft, die Herstellung von Untersee-Telegrafenkabeln.
In den Jahren 1850 und 1851 lieferten sie ein jeweils über 35 km langes mit Guttapercha isoliertes Kabel (Bild) an die Submarine Telegraph Company, die es im gescheiterten ersten Versuch 1850 und im geglückten zweiten Versuch 1851 durch den Ärmelkanal verlegte.
Am 7. April 1864 fusionierte die Gutta Percha Company mit der Glass, Elliot & Co und bildete die Telegraph Construction and Maintenance Company (Telcon), die bis 1959 bestand und viele Jahrzehnte lang weitere Nachrichtenkabel verlegte.